# 368 км (зупинний пункт, Донецька залізниця)
368 кілометр — пасажирський залізничний зупинний пункт Лиманської дирекції Донецької залізниці на неелектрифікованій лінії 340 км — Волноваха між станціями Зачатівська (15 км) та Розівка (3 км). Розташований поблизу села Луганське Пологівського району Запорізької області.

## Пасажирське сполучення
До російського вторгнення в Україну (з 2022) на зупинному пункті зупинялися приміські поїзди сполученням Волноваха — Комиш-Зоря.